# Amal Habani
Amal Khalifa Idris Habani, también conocida como Amal Habani (en árabe: أمل هباني), (diciembre de 1974) es una periodista y activista sudanesa. 

## Trayectoria
Estudió en la Facultad de Información de la Universidad de Jartum. Colaboradora del medio de comunicación sudanés Al-Taghyeer como periodista independiente. Es cofundadora del grupo local independiente de libertad de prensa Sudanese Journalists Network, con sede en Jartum. Las autoridades sudanesas la han acosado y detenido en repetidas ocasiones en relación con su cobertura de protestas y fechorías oficiales.

## Activismo
Habani es periodista y activista de derechos humanos. Es la cofundadora del movimiento de las mujeres sudanesas Iniciativa NO a la Opresión contra las Mujeres, una iniciativa creada en 2009 que reivindica el cambio en las leyes sudanesas que discriminan a las mujeres en Sudán. 

## Detenciones
Habanni fue arrestada en 2017 en relación con su cobertura de un juicio contra una organización de derechos humanos acusada de "publicar informes falsos". Después de negarse a pagar la multa y preferir ser encarcelada, Habani fue liberada después de que una campaña de micromecenazgo recaudó los fondos. En 2013, fue detenida durante días en un lugar no revelado después de informar críticamente sobre la respuesta de la policía a las protestas en Jartum.
Habani, durante su viaje para documentar violaciones de derechos humanos, fue arrestada el 16 de enero de 2018 cerca de la calle Jamhuria por ser parte de una manifestación pública que aborda los precios de   bienes y la crisis económica que enfrenta Sudán.

## Premios
- Habani recibió el Premio Activista de los Derechos Humanos con la Iniciativa No para las Mujeres Opresoras en 2014 de la misión de la UE en Sudán.

- En 2014, Amnistía Internacional le otorgó el Premio Ginetta Sagan.[6]
- En 2018, Habani fue una de los periodistas elegidas como Persona del Año en la revista de noticias de los Estados Unidos Time .[7]